# Хідеюкі Кікучі
Хідеюкі Кікучі (яп. 菊地 秀行, Kikuchi Hideyuki, нар.. 25 вересня 1949 року) — японський письменник, відомими своїми романами (лайт-новел) в жанрі жахів. Його найбільш відомою роботою є серія книг «Vampire Hunter D (Ді: мисливець на вампірів») (яп. 吸血鬼ハンター"D", кю:кецукі ханта: «D»), за яким знято однойменне аніме.

## Біографія
Кікуті народився в Тібі (Японія) і здобув освіту в університеті Аояма Гакуін. Він брав уроки письменницької майстерності у Кадзуо Коїке. У 1982 році Кікуті видав свій перший роман, «Сіндзюку — місто-пекло». За наступні 20 років він написав безліч творів, зокрема, 17 книг із серії « Ді, мисливець на вампірів», які проілюстрував Есітака Амано. Перший роман «Ді, мисливець на вампірів» був опублікований Asahi Sonorama в 1983 році. За його мотивами було знято однойменне аніме (1985), що стало надзвичайно популярним, незважаючи на низький бюджет. Сам автор негативно поставився до цієї екранізації, визнавши її «дешевою». Йому також не сподобалося, що в оригінальний сюжет були внесені значні зміни, тому тривалий час не було жодних екранізацій цієї історії. Лише в 2001 році було зроблено продовження — «D: Жага крові», на цей раз більш дороге. У роботі над цим аніме брав участь один з провідних режисерів, Йосіакі Кавадзірі . Джерелом сюжету стала третя книга Кікуті «Демонічна гонитва».
Коли Digital Manga запропонувала Кікучі створити мангу за мотивами «Ді», він сам вибрав мангаки Сайко Такакі, колишнього учасника додзінсі.
Втім, Кікучі позитивно оцінив екранізацію роману «Місто чудовиськ», зроблену в 1987 році анімаційною студією Madhouse .
Іншою популярною серією Кікучі є Treasure Hunter (яп. トレジャー・ハンター, торэдзя: ханта:) про молодого мисливця за головами, перша книга про якого Alien‐Treasure Street (яп. エイリアン秘宝街) також була видана в 1983 році. Treasure Hunter, поряд з «Ді», приніс молодому письменнику популярність в Японії. Книги цієї серії теж ілюстрував Есітака Амано, за винятком двох останніх — Alien-Black Death Empire エイリアン黒死帝国 — проілюстрованих Масахіро Сібата.
Хідеюкі Кікуті також є автором сценарію манґи «Темний месник Дарксайд» (яп. ダークサイド・ブルース, да:кусайдо буру:су, Darkside Blues) виданої в 1988 році компанією Akita Shoten.

### Ді, мисливець на вампірів
- Ді, мисливець на вампірів
- Викликаючий бурі
- Демонічна погоня
- Історія Мертвого міста
- The Stuff of Dreams
- Pilgrimage of the Sacred and the Profane
- Mysterious Journey to the North Sea
- The Rose Princess
- Pale Fallen Angel
- Twin-Shadowed Knight
- Dark Road
- Star Squad of the Evil Overlord
- Fortress of the Elder God
- Highway of the Enchanted Troops
- Account of the Demon Battle
- Record of the Blood Battle
- White Devil Mountain
- Iriya the Berserker
- Throng of Heretics
- Immortal Island
- The Hellish Horse Carriage

### Demon City Blues
Романи серії Demon City Blues (яп. 魔界都市ブルース, макаи тоси буру:су) були опубліковані у видавництві Shodensha з 1994 року. Дія книг відбувається в рамках всесвіту «Сіндзюку — місто-пекло».
1. Makai Toshi Burusu: Youka no Akira (魔界都市ブルース1妖花の章) ISBN 4-396-20206-7 (1986)
2. Aika no Akira (哀歌の章) ISBN 4-396-20280-6 (1989)
3. Kagehana no Akira (陰花の章) ISBN 4-396-20396-9 (1992)
4. Hotarubi no Akira (蛍火の章) ISBN 4-396-20418-3 (1993)
5. Kasokehime no Akira (幽姫の章) ISBN 4-396-20560-0 (1996)
6. Doumu no Akira (童夢の章) ISBN 4-396-20648-8 (1998)
7. 魔界都市ブルース7妖月の章ISBN 4-396-20665-8 (1999)
8. Koei no Akira (孤影の章) ISBN 4-396-20722-0 (2001)
9. 魔界都市ブルース9愁鬼の章ISBN 4-396-20778-6 (2004)
10. Maboroshi Mai no Akira (幻舞の章) ISBN 978-4-396-20829-5 (2007)

Yashakiden: The Demon Princess (яп. 夜叉姫伝, Yasha Hime Tsutae, 1997) — історія про вампірів в семи томах, дія якої відбувається в світі «Сіндзюку» і «Міста чудовиськ». Иллюстрации — Дзюн Суэми.
- - 夜叉姫伝1 ISBN 4-396-20294-6 (1989)
  - 夜叉姫伝2 ISBN 4-396-20303-9 (1989)
  - 夜叉姫伝3 ISBN 4-396-20312-8 (1990)
  - 夜叉姫伝4 ISBN 4-396-20324-1 (1990)
  - 夜叉姫伝5 ISBN 4-396-20341-1 (1990)
  - 夜叉姫伝6 ISBN 4-396-20351-9 (1991)
  - 夜叉姫伝7 ISBN 4-396-20360-8 (1991)

### Інші романи
- Сіндзюку - місто-пекло (яп. 魔界都市＜新宿＞, 1982)
- Invader Summer (яп. インベーダー・サマー, 1983)
- Вітер на ім'я Амнезія (яп. 風の名はアムネジア, 1983)ア
- Evil Deity Gourmet (яп. 妖神グルメ, 1984)
- Місто чудовиськ (яп. 妖獣都市, 1985)
- Новеллізація Genmu Senki Leda (яп. 幻夢戦記レダ, 1985)[10]
- Dark Wars: The Tale of Meiji Dracula (яп. 明治ドラキュラ伝, Meiji Dorakyuu Den, 2004)[11]

### Сценарій для манґи
- Темний месник Дарксайд (яп. ダークサイド・ブルース, 1988), ілюстратор — Юхо Асібе.[12][13]
- Чарівна голка (яп. 魔殺ノート 退魔針, Taimashin, 1995) разом з Місакі Сайто[14] та сиквели.
- The Sword of Shibito (яп. しびとの剣, 1998), ілюстратор — Місайру Какураї[ja].[15]
- Rappa (яп. 乱波, 2007), ілюстратор — Ко Сасакура.[16]
- Ді, мисливець на вампірів (яп. バンパイアハンターD, 2007), ілюстратор — Сайко Такакі.[17]